# Memorial Album
Memorial Album è un album del trombettista jazz americano Clifford Brown, pubblicato nel 1956 dalla Blue Note, subito dopo la sua tragica scomparsa a causa di un incidente automobilistico. Rimasterizzato in un unico CD nel 1989 e pubblicato dalla medesima casa discografica.

## Il disco
I brani contenuti nel disco provengono da due diverse registrazioni effettuate nel 1953. I brani del lato A sono stati registrati presso l'Audio-Video Studios di New York il 28 agosto 1953 ed erano stati pubblicati originariamente nel 1953 su LP 10" intitolato New Star on the Horizon (BLP5032). I brani del lato B sono stati registrati presso i WOR Studios di New York il 9 giugno 1953 ed erano stati pubblicati originariamente su un altro LP 10" pubblicato come Lou Donaldson/Clifford Brown intitolato New Faces-New Sounds (BLP5030). Nel 1989 è stato pubblicato un CD che comprende brani provenienti dalle due diverse registrazioni e include anche versioni alternative, per un totale di 18 tracce.
Nel 2014 nell'ambito delle celebrazioni per il suo 75º anno di attività la Blue Note Records ha ristampato l'LP su vinile 180 gr.
Queste incisioni, originariamente pubblicate poco dopo la tragica fine del trombettista, costituiscono la prima testimonianza di registrazioni effettuate da Clifford Brown come band leader. Fu infatti la Blue Note a far da trampolino per la fama che il musicista guadagnò nei successivi, pochi anni di carriera.
I brani registrati il 28 agosto sono eseguiti in sestetto, nel quale spicca la presenza di due componenti del Modern Jazz Quartet, il pianista John Lewis e il bassista Percy Heath. Alla batteria c'è il celebre Art Blakey, nel cui gruppo Clifford Brown entrerà alla fine del 1953. Completano il gruppo Gigi Gryce, collega di Brown nell'orchestra di Lionel Hampton, e Charlie Rouse, già componente di famose orchestre jazz.
I brani registrati il 9 giugno sono eseguiti da un quintetto, che del gruppo precedente mantiene, oltre a Clifford Brown, il solo Percy Heath, mentre al sax contralto c'è Lou Donaldson ed alla batteria Philly Joe Jones, per molti anni con Miles Davis. Al piano c'è Elmo Hope.
Queste registrazioni si inseriscono nel periodo in cui Clifford Brown iniziava la sua collaborazione con Lionel Hampton e la sua orchestra, rapporto che terminò bruscamente dopo una tournée in Europa.
Nella prima parte dell'opera spicca Hymn of the Orient composto da Gryce, nel quale il trombettista dà grande prova di capacità nel creare lunghi fluidi fraseggi ed eseguirli in modo impeccabile, solidamente supportato dal basso di Heath e dalla batteria di Blakey. Diversa è invece l'elegante impostazione di ballata dello standard Easy Living. Il sensibile tocco di Lewis al piano introduce il ritmo contenuto di Minor Modd, scritto dallo stesso Brown, mentre il ritmo diventa frenetico in Cherokee, uno standard di Ray Noble. Wail Bait, che chiude la prima facciata dell'LP e apre il CD, è un tema melodico in stile bebop.
Nella seconda parte si segnala in particolare il brano ‘'Brownie Speaks'’, dove Brown mostra "reminiscenze di Miles Davis e la armoniosa immaginazione di Fats Navarro", in un contesto però molto personalizzato ed anche negli altri pezzi il trombettista dimostra di non limitarsi all'esecuzione “imitativa” dei grandi predecessori, ma di saper dar corso ad una specifica originalità stilistica.
Ad esempio, in De-Dah il classico duetto tromba-sax reso famoso da Dizzie Gillespie e Charlie Parker viene qui riproposto in una nuova, stimolante chiave, pur sempre nei tipici canoni del bebop. Nel classico You go to My Head queste caratteristiche si confrontano anche con l'impostazione originaria della scrittura del brano, che vede tra gli autori proprio Gillespie. Anche in Carvin the Rock si può fare un esercizio di comparazione con un'altra versione, quella in piano solo di Elmo Hope, che ne è il coautore insieme a Sonny Rollins.

## Tracce
Versione Originale LP Blue Note BLP 1526 (1956)
Lato A
1. Hymn Of The Orient – 4:07 (Gigi Gryce)
2. Easy Living – 3:44 (Ralph Rainger, Leo Robin)
3. Minor Mood – 4:34 (Clifford Brown)
4. Cherokee – 3:27 (Ray Noble)
5. Wail Bait – 4:02 (Quincy Jones)

Lato B
1. Brownie Speaks – 4:07 (Clifford Brown)
2. De-Dah – 4:51 (Elmo Hope)
3. Cookin' – 3:14 (Lou Donaldson)
4. You Go To My Head – 4:19 (J. Fred Coots, Haven Gillespie)
5. Carving The Rock – 3:56 (Elmo Hope, Sonny Rollins)

Versione CD Blue Note CDP7815262 (1989)
1. Wail Bait (alternate take) - (Quincy Jones) - (4:02)*
2. Wail Bait - (Quincy Jones) - (3:58)
3. Hymn of the Orient - (Gigi Gryce) – (4:01)
4. Brownie Eyes - (Quincy Jones) (3:50)*
5. Cherokee (alternate take) - (Ray Noble) - (3:40)*
6. Cherokee - (Ray Noble) - (3:23)
7. Easy Living - (Robin - Rainger) - (3:43)
8. Minor Mood - (Clifford Brown) - (4:28)
9. Hymn of the Orient - (Gigi Gryce) – (4:00)*
10. Bellarosa - (Elmo Hope) - (4:12)*
11. Carvin' the Rock (alternate take) - (E. Hope – S. Rollins) - (3:50)*
12. Carvin' the Rock - (E. Hope – S. Rollins) - (3:55)
13. Cookin’ (alternate take) - (Lou Donaldson) - (3:07)*
14. Cookin’ - (Lou Donaldson) - (3:12)
15. Brownie Speaks - (Clifford Brown) - (3:45)
16. De-Dah - (Elmo Hope) - (4:46)
17. You go to my Head - (Coots – Gillespie) - (4:17)
18. Carvin' the Rock (alternate take #2) - (E. Hope – S. Rollins) - (4:05)*

* Brani non presenti nell'edizione in LP

## Formazione
Brani 1-9
- Clifford Brown - tromba
- Art Blakey - batteria
- Charlie Rouse - sassofono tenore
- Percy Heath - contrabbasso
- John Lewis - pianoforte
- Gigi Gryce – sassofono contralto e flauto

Brani 10-18
- Clifford Brown - tromba
- Philly Joe Jones - batteria
- Lou Donaldson - sassofono contralto
- Percy Heath - contrabbasso
- Elmo Hope - pianoforte

## Crediti
- Produttore: Alfred Lion
- Produttore del CD: Michel Cuscuna
- Rimasterizzazione in CD: Rudy Van Gelder
- Digital Transfer: Ron McMaster
- Foto: Francis Wolff